# Wederzijdse inductie
Wederzijdse inductie  of mutuele inductie is het verschijnsel dat de elektrische stroom door de een spoel een elektrisch potentiaalverschil opwekt in een andere spoel. Het is het werkzame mechanisme in een transformator, maar kan ook ongewenste koppeling veroorzaken tussen geleiders in een elektronisch circuit.

## Neumannformule
De wederzijdse inductie {\displaystyle M} is een maat voor de koppeling tussen twee inductoren. De wederzijdse inductie door de draadlus {\displaystyle i} op de draadlus {\displaystyle j} wordt gegeven door de Neumannformule:
{\displaystyle M_{ij}={\frac {\mu _{0}}{4\pi }}\oint _{C_{i}}\oint _{C_{j}}{\frac {\mathrm {d} r_{i}\cdot \mathrm {d} r_{j}}{|r_{i}-r_{j}|}}}
Deze formule volgt uit de uitdrukking voor de flux {\displaystyle \Phi _{ij}} door de lus {\displaystyle i} als gevolg van de stroom {\displaystyle I_{j}} door lus {\displaystyle j} met behulp van de stelling van Stokes:
{\displaystyle M_{ij}I_{j}=\Phi _{ij}=\int _{S_{i}}\mathbf {B} _{j}\cdot \mathrm {d} a=\int _{S_{i}}(\nabla \times \mathbf {A} _{j})\cdot \mathrm {d} a=\oint _{C_{i}}\mathbf {A} _{j}\cdot \mathrm {d} s=\oint _{C_{i}}\left({\frac {\mu _{0}I_{j}}{4\pi }}\oint _{C_{j}}{\frac {\mathrm {d} r_{j}}{|r_{i}-r_{j}|}}\right)\cdot \mathrm {d} r_{i}}
waarin
{\displaystyle C_{k}} de gesloten kromme is gevormd door de draadlus {\displaystyle k}
{\displaystyle B_{j}} de magnetische fluxdichtheid is ten gevolge van de stroom door de lus {\displaystyle j}
{\displaystyle A_{j}} de bijbehorende vectorpotentiaal is.
De wederzijdse inductie is dus een puur geometrische grootheid, onafhankelijk van de stroom door de lussen.
De wederzijdse inductie voldoet ook aan de relatie:
{\displaystyle M_{21}=N_{1}N_{2}\Lambda _{21}}
waarin
{\displaystyle M_{21}} de wederzijdse inductie is; het onderschrift geeft aan dat het gaat om een relatie tussen de spanning in spoel 1 en de stroom in spoel 2.
{\displaystyle N_{1}} het aantal windingen van spoel 1 is,
{\displaystyle N_{2}} het aantal windingen van spoel 2 is en
{\displaystyle \Lambda _{21}} de permeantie is van de ruimte waar de flux doorheen gaat.

## Koppelingscoëfficiënt
De wederzijdse inductie heeft een verband met de koppelingscoëfficiënt. Dit getal heeft altijd een waarde tussen 1 en 0 en is een handige manier om de relatie tussen een bepaalde oriëntatie van een inductor en een willekeurige inductie te specificeren:
{\displaystyle M=k{\sqrt {L_{1}L_{2}}}}
waarin
{\displaystyle k} de koppelingscoëfficiënt is 0 ≤ k ≤ 1,
{\displaystyle L_{1}} de inductie van de eerste spoel is en
{\displaystyle L_{2}} de inductie van de tweede spoel is.
Wanneer deze factor {\displaystyle M} bepaald is, kan hij gebruikt worden om het gedrag van een circuit te voorspellen: 
{\displaystyle V=L_{1}{\frac {\mathrm {d} I_{1}}{\mathrm {d} t}}+M{\frac {\mathrm {d} I_{2}}{\mathrm {d} t}}},
waarin
{\displaystyle V} is de spanning over de inductor is,
{\displaystyle L_{1}} de inductie van de inductor is,
{\displaystyle \mathrm {d} I_{1}/\mathrm {d} t} de tijdsafgeleide van de stroom door de inductor is,
{\displaystyle M} is de wederzijdse inductie is en
{\displaystyle \mathrm {d} I_{2}/\mathrm {d} t} de tijdsafgeleide is van de stroom door de inductor die aan de eerste inductor gekoppeld is.

## Transformator
Een speciale vorm van wederzijdse inductie is in een transformator. In de meeste gevallen wordt een transformator zo ontworpen dat de koppelingscoëfficiënt zo dicht mogelijk bij 1 ligt.